# Golfo de Montijo
El golfo de Montijo es un golfo de la costa del océano Pacífico de Panamá, localizado al oeste de la  península  de Azuero y al este de la península de Las Palmas. Es un pequeño golfo abierto al sur y protegido por la isla de Cébaco (80 km²), de 25 km de largo y entre 2 y 5 km de ancho, que lo cierra hacia el Pacífico. Otras islas, de menor tamaño en sus aguas, son las islas Gobernadora y Leones.